# Dordura apicalis
Dordura apicalis är en fjärilsart som beskrevs av Moore 1882. Dordura apicalis ingår i släktet Dordura och familjen nattflyn. Inga underarter finns listade i Catalogue of Life.